# Cyberfeminizm
Cyberfeminizm – zróżnicowany awangardowy ruch polityczny i artystyczny, inspirowany badaniami nad problematyką tożsamości, techniki i ciała, a zwłaszcza złożonej relacji między kobietami i maszynami. Brak ścisłej definicji terminu wiąże się z faktem, że pierwsze cyberfeministki celowo unikały sztywnej kategoryzacji.
Teoretyczne podstawy cyberfeminizmu odnaleźć można głównie w pracach Donny Haraway (Simians, Cyborgs and Women), Sadie Plant (Zeros and Ones) oraz Sandy Stone (The War of Desire and Technology).
W wymiarze praktycznym najbardziej znane są radykalne działania cyberfeministycznych pionierek z australijskiej grupy VNS Matrix, a w głównym nurcie – europejskiego konsorcjum cyberfeministek o nazwie Old Boys Network oraz społeczności e-mailowej FACES. OBN odegrało kluczową rolę we wprowadzeniu cyberfeminizmu do wydarzeń-instytucji w cyberprzestrzeni (m.in. odbywających się cyklicznie festiwali ISEA, DEAF czy Ars Electronica). Najbardziej spektakularnym przedsięwzięciem OBN była tzw. Pierwsza Międzynarodówka Cyberfeministyczna.